# Michael Jacob Bagewitz
Michael Jacob Bagewitz, auch Bagevitz (* 12. September 1699 in Stralsund; † 1. November 1763 in Anklam), war ein deutscher evangelischer Theologe und Liederdichter.

## Leben
Michael Jacob Bagewitz entstammte dem pommerschen, vor allem auf der Insel Rügen begüterten Adelsgeschlecht von Bagewitz. Ab Ostern 1720 studierte er an der Universität Rostock, wo er schon im Oktober desselben Jahres als Respondent einer Disputation unter dem Vorsitz von Anders Berg (1693–1750) auftrat. Im Juli 1723 wechselte er an die Universität Halle. Hier graduierte er als Magister und war als Informator tätig.
Von Halle aus begann er sich für die Herrnhuter Brüdergemeine zu interessieren. Am 5. April 1730 kam er zusammen mit Friedrich Christoph Oetinger erstmals nach Herrnhut. 1731/32 war er am Gymnasium in Stettin tätig. 1734 zog er ganz nach Herrnhut. Im selben Jahr heiratete er Magdalena von Reibnitz, die Kammerjungfer der Gräfin Erdmuthe Dorothea von Zinzendorf. 1736 wurde er als einer der „zur augsburgischen Confession sich nicht ausdrücklich bekennenden Lehrer“ am Waisenhaus in Herrnhut aktenkundig. 1737 hatte er Herrnhut verlassen. Von 1743 bis 1746 lebte er in Herrnhaag. Danach war er in Berthelsdorf als Lehrer tätig. 1748 kam es zu einem Skandal, als ein Vater, Johann Georg Kahle, ihm „Päderastie und sodomitische Sünden“ mit seinem neunjährigen Sohn vorwarf.
Bagewitz wurde aus der Brüdergemeine entlassen, verließ Sachsen und kehrte nach Pommern zurück. Nach Leopold von Zedlitz-Neukirch war er hier als „Kenner und Beförderer der Wissenschaften und vertrauter Freund des berühmten General-Feldmarschalls von Schwerin“ bekannt.
Von seinen geistlichen Lieddichtungen fand Ich will’s wagen, mich dem Lamm allein zuzusagen Eingang in das Gesangbuch der Brüdergemeine von 1735 und spätere Auflagen.

## Werke
- Scriba Doctus, delineatus ad Matth. Cap. XIII. com. 52. Dissertatione Philologica / Quam … Praeside … Dn. M. Andrea Bergio … D. XII. Octobr. A. 1720. … subiiciet, Respondens Auctor, Michael Jacobus Bagevitz, Nobilis Stralsund. Pomeranus, S. Theol. & Philol. Cultor. Rostock: Wepplingius 1720

Digitalisat, SLUB Dresden